# Carles Sans
Carles Sans López (* 25. Mai 1975 in Barcelona) ist ein ehemaliger spanischer Wasserballspieler.

## Karriere
Sans begann seine Karriere beim CN Manresa. Später spielte er beim CN Barcelona, CN Terrassa, CN Catalunya, Real Canoe NC und CN Martiánez. Auf nationaler Ebene gewann er insgesamt drei Meisterschaften in den Jahren 1995, 1998 und 2002 sowie drei Pokalsiege in den Jahren 1995, 1997 und 2002. Im Jahr 1995 sicherte er sich zudem die LEN-Trophy mit dem CN Barcelona.
Seine internationale Karriere nahm 1996 bei den Olympischen Spielen in Atlanta Fahrt auf, als er erstmals für die spanische Nationalmannschaft antrat und Olympiasieger wurde. Weitere bedeutende Titel folgten bei den Weltmeisterschaften 1998 in Perth und 2001 in Fukuoka, wo er jeweils Weltmeister wurde. 2001 gewann er außerdem die Goldmedaille bei den Mittelmeerspielen in Tunis.
Nach dem Ende seiner aktiven Laufbahn war er unter anderem als Trainer der Frauenmannschaft beim CN Manresa tätig. Für seine Verdienste um den spanischen Sport erhielt er den Real Orden del Mérito Deportivo in Bronze, Silber und Gold sowie die Medalla de Oro des Comité Olímpico Español.